# 月光太子
月光太子（げっこうたいし、生没年不詳）は、大加耶第10代にして最後の王（在位:不詳 - 562年）。別名で道設智王とも言う。
父は異脳王、母は新羅伊飡（2等官）の比助夫の娘である。
562年に異斯夫と斯多含が率いる新羅軍に攻め込まれ、大加耶が新羅に合併された。
一説には、母親の生国である新羅との国交の状況悪化により、反新羅勢力に命を狙われた結果新羅に亡命、562年の新羅による大加耶合併後に傀儡政権として一時期即位した時に道設智王を名乗ったとされ、第16代の王とされるが第10代が正確とされる。